# Le Palanquin des larmes (récit)
Pour les articles homonymes, voir Le Palanquin des larmes.
Le Palanquin des larmes, paru en 1975, est un récit biographique écrit par Georges Walter de la vie de Chow Ching Lie, pianiste, écrivaine et femme d'affaires née à Shanghai en 1936. C'est un succès mondial à l'époque de sa parution.

## Résumé
Le Palanquin des larmes est le récit de la vie de Chow Ching Lie, qui fut fiancée de force à l'âge de treize ans du fait de sa beauté exceptionnelle, eut son premier enfant à quatorze ans, et devint pianiste. Le récit, recueilli par Georges Walter, traite de la condition des femmes dans la Chine de la guerre sino-japonaise, la guerre civile, et l'époque maoïste. Il aborde aussi la vie traditionnelle des Chinois de classe paysanne et les problèmes que la révolution a pu engendrer dans une famille.